# Liều lượng (hóa sinh)
Liều lượng là một lượng đo của một loại thuốc, chất dinh dưỡng hoặc mầm bệnh được phân phối dưới dạng một đơn vị. Số lượng đưa ra càng nhiều, liều lượng càng lớn. Liều thường được đo nhất cho các hợp chất trong y học. Thuật ngữ này thường được áp dụng cho số lượng thuốc hoặc tác nhân khác dùng cho mục đích điều trị, nhưng có thể được sử dụng để mô tả bất kỳ trường hợp nào mà một chất được đưa vào cơ thể. Trong dinh dưỡng, thuật ngữ này thường được áp dụng cho bao nhiêu chất dinh dưỡng cụ thể trong chế độ ăn uống của một người hoặc trong một loại thực phẩm, bữa ăn hoặc thực phẩm bổ sung cụ thể. Đối với các tác nhân vi khuẩn hoặc virus, liều thường đề cập đến lượng mầm bệnh cần thiết để lây nhiễm ký chủ. Để biết thông tin về liều lượng các chất độc hại, xem Độc chất học. Để biết thông tin về việc sử dụng quá nhiều dược phẩm, xem quá liều thuốc.
Trong dược lý lâm sàng, liều dùng để chỉ liều lượng hoặc lượng liều dùng cho một người, trong khi phơi nhiễm có nghĩa là nồng độ phụ thuộc thời gian (thường trong máu tuần hoàn hoặc huyết tương) hoặc các thông số có nguồn gốc từ nồng độ như AUC (vùng dưới đường cong nồng độ) và C max (mức cao nhất của đường cong nồng độ) của thuốc sau khi dùng. Điều này trái ngược với việc sử dụng hoán đổi cho nhau trong các lĩnh vực khác.

## Các yếu tố ảnh hưởng đến liều lượng
Một 'liều' của bất kỳ tác nhân hóa học hoặc sinh học (hoạt chất) có một số yếu tố quan trọng đối với hiệu quả của nó. Đầu tiên là nồng độ, nghĩa là, bao nhiêu lượng hoạt chất được đưa vào cơ thể cùng một lúc.
Một yếu tố khác là thời gian tiếp xúc. Một số loại thuốc hoặc chất bổ sung có tính năng giải phóng chậm, trong đó các phần của thuốc được chuyển hóa ở các thời điểm khác nhau, làm thay đổi tác động của các hoạt chất có trên cơ thể. Một số chất được dùng với liều lượng nhỏ trong thời gian lớn để duy trì mức độ ổn định trong cơ thể, trong khi những chất khác có tác động lớn một lần và bị trục xuất khỏi cơ thể sau khi hoàn thành công việc. Nó hoàn toàn phụ thuộc vào chức năng của thuốc hoặc chất bổ sung.